# Neoregelia myrmecophila
Neoregelia myrmecophila là một loài thực vật có hoa trong họ Bromeliaceae. Loài này được (Ule) L.B.Sm. mô tả khoa học đầu tiên năm 1955.